# Хімічна інформаційна система
Хімічна інформаційна система (англ. chemical information system, рос. химическая информационная система) — система, основним призначенням якої є ідентифікування хімічних сполук, знаходження сполук з подібною хімічною структурою, визначенні належності хімічної сполуки до певного ряду. Вона включає реєстрацію сполук за їх структурою, розраховані та виміряні властивості сполук, хімічні дескриптори. Центральною в хімічній інформаційній системі є система пошуку. 